# Arrens e Marçós
Arrens e Marçós (oficial Arrens-Marsous) és un municipi francès del department dels Alts Pirineus, a la regió d'Occitània. Limita amb Herrèra al nord, Aucun al nord-est, Arbiost al nord-oest, Biost, Aigas Bonas i Laruntz a l'oest, Sallent de Gállego (Aragó) al sud i Estanh a l'est.

## Demografia
| 1962                                       | 1968 | 1975 | 1982 | 1990 | 1999 | 2007 |
| ------------------------------------------ | ---- | ---- | ---- | ---- | ---- | ---- |
| 637                                        | 782  | 726  | 711  | 721  | 697  | 806  |
| Des de 1962: població sense dobles comptes |      |      |      |      |      |      |

## Administració
| Període   | Identitat        | Partit |
| --------- | ---------------- | ------ |
| -1995     | Marcel Fabre     | PS     |
| 1995-2004 | Jean-Paul Trapes | UDF    |
| 2004-     | Marcel Fabre     | PS     |

## Personatges il·lustres
- Miquèu Camelat, poeta gascó.